# QBittorrent
qBittorrent es un cliente P2P multiplataforma, libre y de código abierto para la red BitTorrent. El programa utiliza la biblioteca libtorrent-rasterbar para la comunicación de red.
qBittorrent está escrito en el lenguaje de programación C++ (utilizando las bibliotecas Boost) porque es una aplicación nativa; también utiliza la biblioteca Qt. Su motor de búsqueda opcional está escrito en el lenguaje de programación Python, sin embargo, si el usuario no está dispuesto a instalar Python, puede optar por no utilizar la función de búsqueda.

## Historia
qBittorrent fue desarrollado originalmente en marzo de 2006 por Christophe Dumez, de la "Université de technologie de Belfort-Montbéliard" en Francia.
Actualmente se desarrolla por colaboradores de todo el mundo, liderado por Sledgehammer999 de Grecia, quien se convirtió en el actual administrador del proyecto en junio de 2013.

## Características
Muchas de las características presentes incluyen:
- Descarga selectiva y priorización de archivos (stream de archivos multimedia).
- Soporte Unicode, disponibilidad en 35 idiomas.[4]
- Multiplataforma (Windows, Linux y macOS).
- Motor integrado de búsqueda de torrents.
- DHT, PeX, conexiones cifradas, LSD, UPnP, soporte de reenvío de puertos NAT-PMP, µTP, Magnet y torrents privados.
- Planificador de ancho de banda.
- Filtrado de IP.
- Soporte para IPv6, pero no puede usar IPv4 e IPv6 a la vez.
- Lector RSS y descargador integrado (con filtros de descarga avanzados).
- Control sobre trackers.
- Herramienta de creación de archivos torrent.
- Control remoto a través de interfaz web segura.
- Descarga secuencial (descargar en orden).

## Versiones
qBittorrent es multiplataforma, disponible en Linux, macOS, Windows, OS/2 y FreeBSD.
Los paquetes para diferentes distribuciones de Linux están disponibles. Que en su mayoría son proporcionados por las distribuciones oficialmente.